# 风城公牛
風城公牛（英語：Windy City Bulls）是NBA G聯盟的一支美國職業籃球隊。該球隊位於伊利諾州西北郊區霍夫曼莊園，在距離芝加哥25英里的Now Arena進行主場比賽。它成為NBA球隊擁有的第十三支D-League球隊。